# Peitz
Peitz, niedersorbisch Picnjo, ist eine Stadt im Landkreis Spree-Neiße in Brandenburg. Sie ist Sitz des seit 1992 bestehenden Amtes Peitz und Mitglied der Arbeitsgemeinschaft Städte mit historischen Stadtkernen des Landes Brandenburg. Die Stadt führt den Namenszusatz Fischer- und Festungsstadt (niedersorbisch Rybakarske a twardnicowe mĕsto).

## Geografie

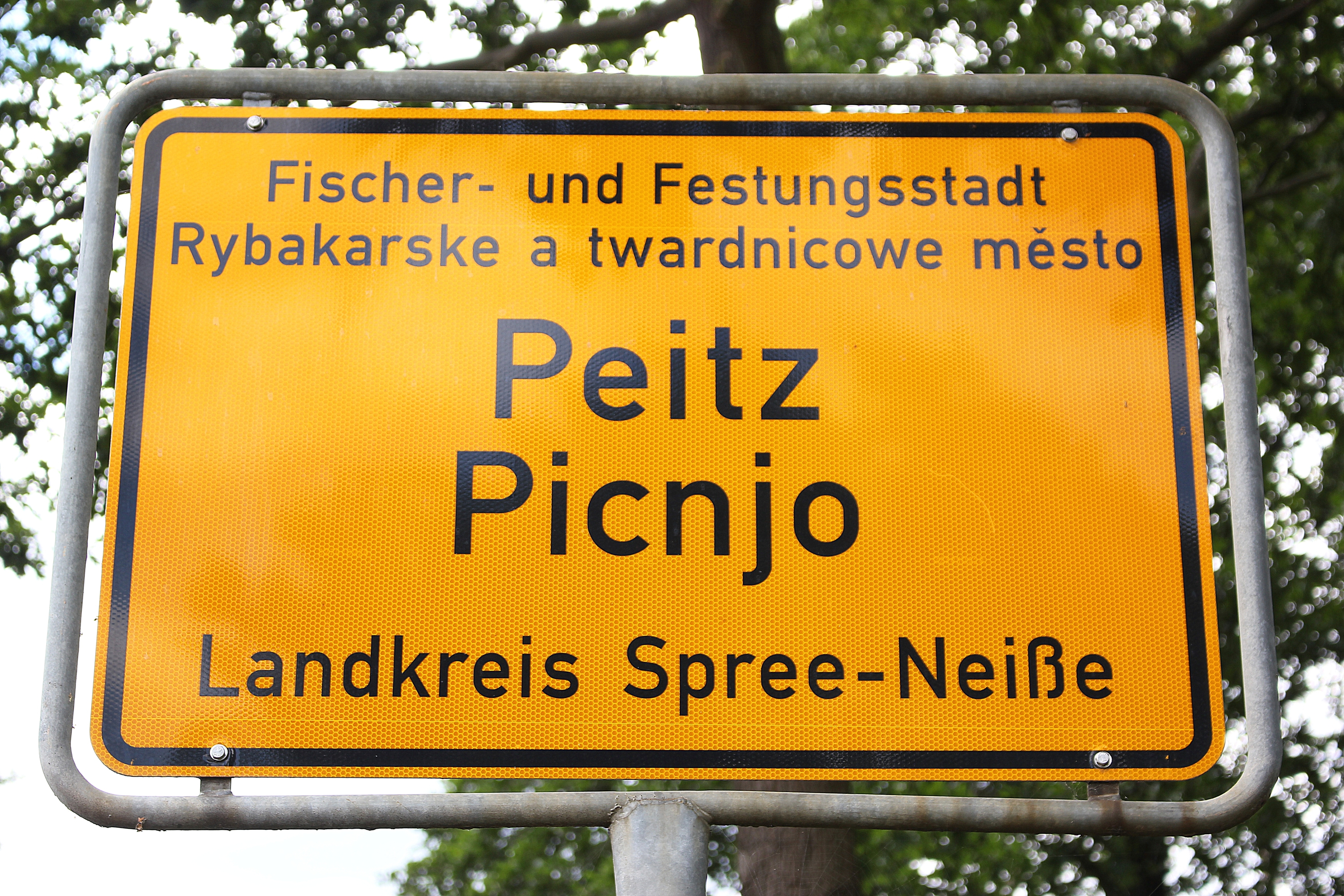
Zweisprachiges Ortsschild mit Namenszusatz

Peitz liegt in der Niederlausitz am östlichen Rand des Spreewalds, auch Vorspreewald genannt, in einer wasserreichen Landschaft des Baruther Urstromtals, mit dem Fluss Malxe und dem Hammergraben, einem künstlich angelegten Nebenarm der Spree, sowie einem großen Teichgebiet südlich der Stadt. Am westlichen Stadtrand befindet sich die Garkoschke, ein künstlich angelegter Badesee. Das Stadtzentrum von Cottbus ist etwa zwölf Kilometer entfernt.
Die Stadt grenzt im Westen und im Norden an die Gemeinde Turnow-Preilack, im Nordosten an Tauer, im Osten an Jänschwalde, im Süden an die Gemeinde Teichland und im Südwesten an Cottbus. Peitz liegt im angestammten und amtlichen Siedlungsgebiet der Sorben/Wenden.

## Stadtgliederung
Zur Stadt gehören die Wohnplätze Blüchers Vorwerk (Blücherowy Wudwór), Cottbuser Vorstadt (Chóśebuske Pśedměsto), Drehnower Vorstadt (Drjenojske Pśedměsto), Elster Ausbau (Srokowe Wutwarki), Gubener Vorstadt (Gubinske Pśedměsto), Luisenruh (Luizyny Wudwór), Malxebogen (Małksowy Wokłon), Ottendorf (Otašojce), Präsidentenmühle (Prezidentowy Młyn), Stadtmitte (Srjejź Města) und Wiesenvorwerk (Łukowy Wudwór).

## Geschichte

Plan der Festung Peitz aus dem 17. Jahrhundert

Die erste urkundliche Erwähnung einer Burg an diesem Ort unter dem Namen Pitzne erfolgte im Jahr 1301. Sie war Sitz verschiedener Lehnsherren. Im Jahr 1371 wurde Peitz bereits als „stetl“ (Kleinstadt) und 1444 als „Städtchen“ bezeichnet. Infolge der kriegerischen Auseinandersetzungen in der Lausitz im 15. Jahrhundert wechselte die Herrschaft über den Ort mehrmals zwischen Brandenburg und Böhmen. Im Frieden von Guben wurde Peitz zusammen mit Cottbus 1462 unter Friedrich II., Kurfürst von Brandenburg, endgültig eine brandenburgische Exklave. Zum Schutz der Stadt wurde unter Johann V., Markgraf der Neumark, Mitte des 16. Jahrhunderts mit dem Bau einer Festung begonnen. Als Schutzgürtel wurden bereits 1556 vor der Stadt 5000 Morgen große Teiche sowie zu deren Flutung der Hammergraben angelegt.

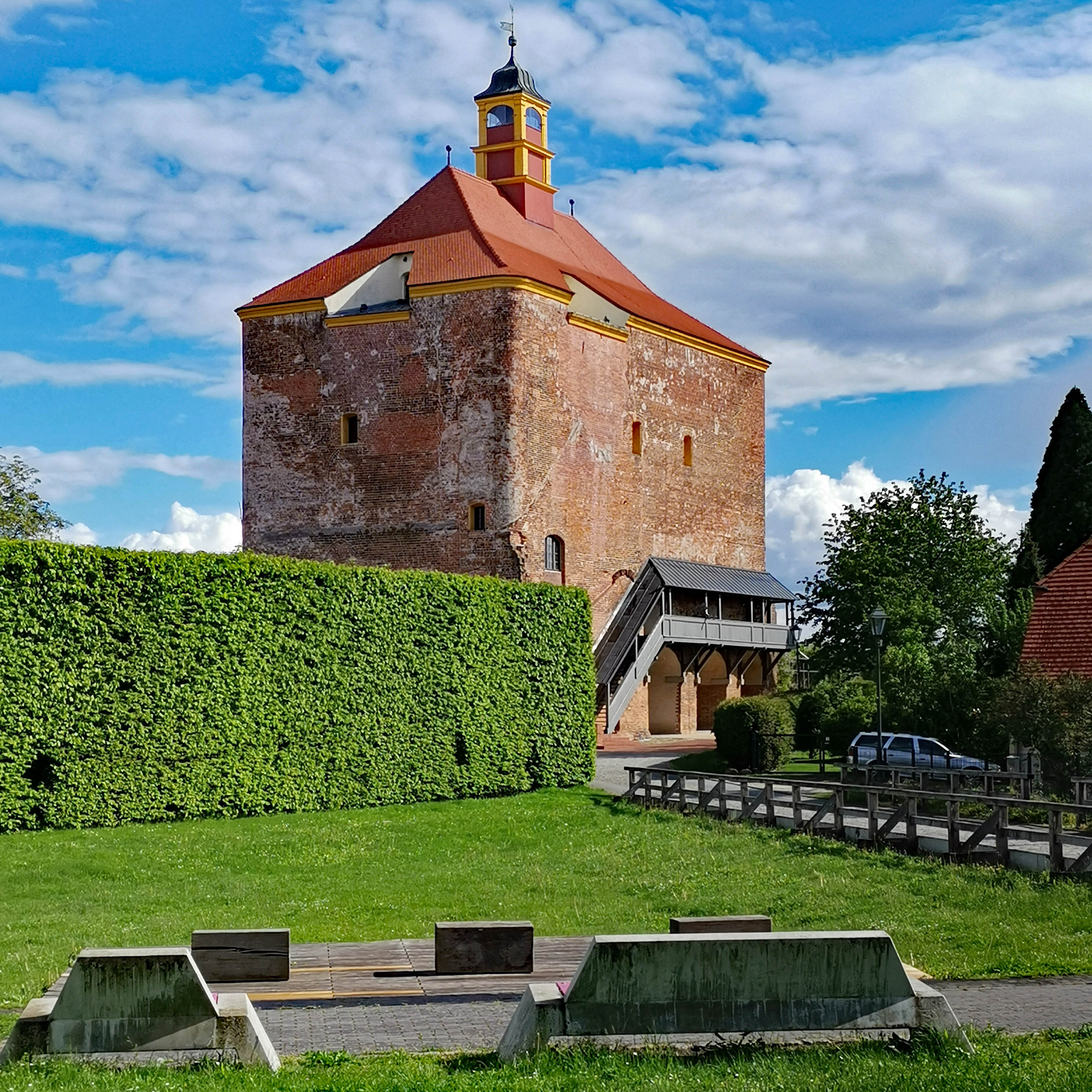
Festungsturm

Zwischen 1559 und 1562 wurde die Zitadelle, die obere Festung, gebaut und von 1590 bis 1595 die Festungsanlage um die Stadt, die untere Festung. Der Bau wurde vom Festungsbaumeister Graf Rochus zu Lynar geleitet, der auch als Erbauer der Zitadelle Spandau gilt. Im Jahr 1574 ging aus der Herrschaft Peitz das kurfürstlich-brandenburgische Amt Peitz hervor. Während des Dreißigjährigen Krieges suchten viele adlige und kirchliche Würdenträger Schutz in Peitz. In den Jahren 1636 und 1637 war Peitz zeitweilig Residenz des brandenburgischen Kurfürsten Georg Wilhelm bei seiner Flucht vor den schwedischen Truppen. Die Festung wurde auch als Haftanstalt genutzt. Bedeutendster Festungsgefangener war der kurfürstliche Staatsminister Eberhard von Danckelmann, der hier von 1698 bis 1708 inhaftiert wurde. Im Siebenjährigen Krieg eroberten österreichische Truppen 1758 und 1759 die Festung. Auf Befehl des preußischen Königs Friedrich II. wurde 1767 die Festung weitgehend abgerissen.
Bereits 1554 wurde das Eisenhüttenwerk Peitz gegründet, deren Hammerwerke mit Wasserkraft angetrieben wurden. Es verarbeitete Raseneisenstein aus der Region zu Guss- und Schmiedeeisen, aus denen neben Haushalts- und Ackergeräten auch Kanonenkugeln für die brandenburgisch-preußische Armee hergestellt wurden. Allerdings war das dort hergestellte Eisen von minderer Qualität, denn es war bei Frost nicht bruchfest.
1658 wurde in Peitz der erste Hochofen der Mark Brandenburg errichtet, der von 1809 bis 1810 durch den heute unter Denkmalschutz stehenden Hochofen ersetzt wurde. Damit gehört der Ofen zu den wenigen erhaltenen historischen Hochöfen im Gebiet Ostdeutschlands. Vergleichbare Anlagen sind nur noch an den Standorten Schmalzgrube (erhaltener Hochofen von 1659), Brausenstein (erhaltener Hochofen von 1693), Morgenröthe-Rautenkranz (erhaltener Hochofen von 1820/1822) und Schmalkalden (Neue Hütte) (erhaltener Hochofen von 1835) vorhanden. Seit Ende des 16. Jahrhunderts wird in den Teichen Fischzucht betrieben, die unter dem Namen „Peitzer Karpfen“ überregional bekannt wurde.

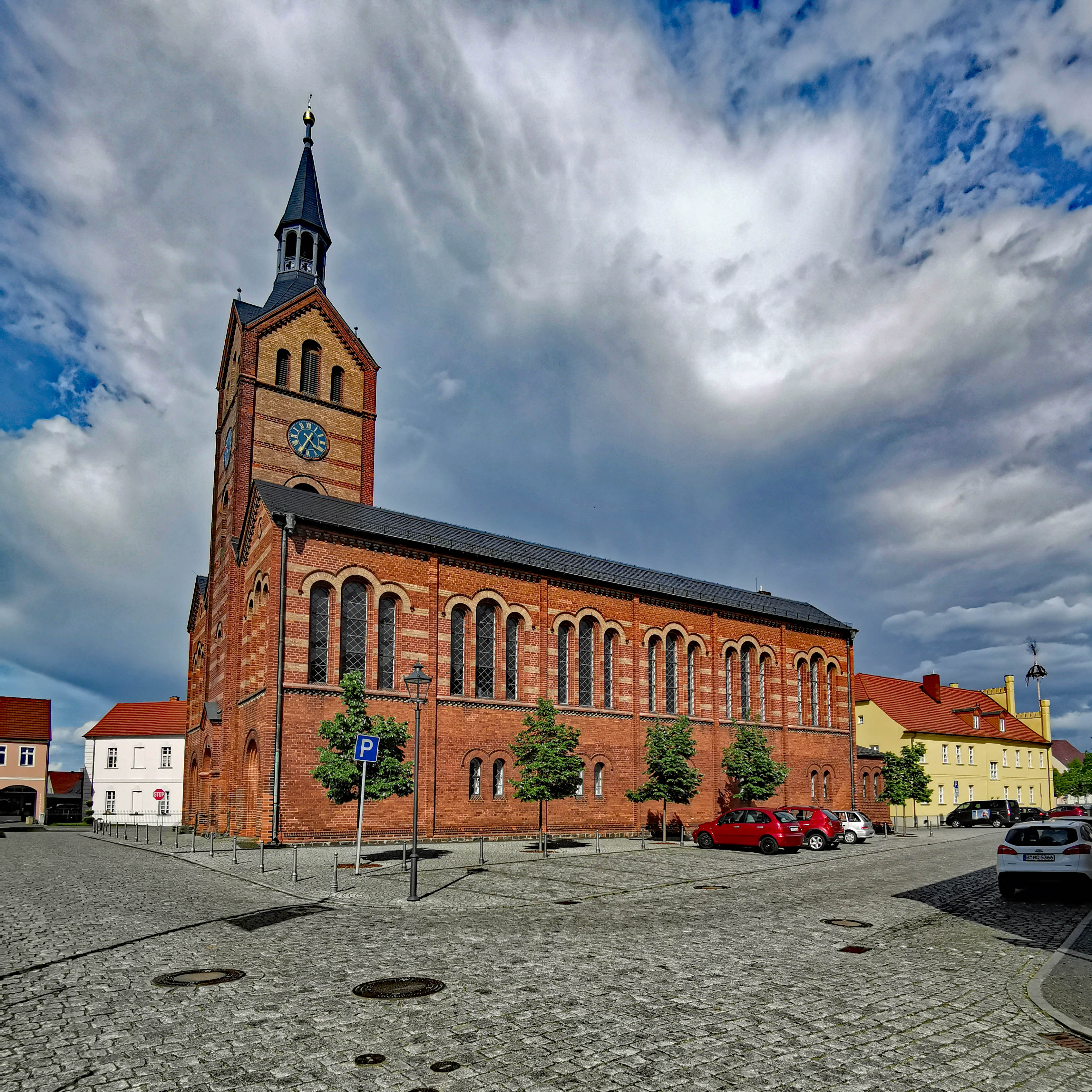
Die zwischen 1854 und 1860 erbaute Stüler-Kirche in Peitz

Durch den Tilsiter Frieden kam die Stadt Peitz im Jahr 1807 kurzzeitig zum Königreich Sachsen. Nach der auf dem Wiener Kongress beschlossenen Teilung Sachsens wurde Peitz im Jahr 1815 wieder preußisch, bei der Gebietsreform im folgenden Jahr wurde die Stadt dem Kreis Cottbus in der Provinz Brandenburg zugeordnet. Im Jahr 1818 lebten 1131 Einwohner in Peitz. Das Amt Peitz wurde 1832 mit dem Amt Cottbus vereinigt. Während des 19. Jahrhunderts entwickelte sich die Tuchindustrie zum wichtigsten Erwerbszweig der Stadtbevölkerung, Mitte des 19. Jahrhunderts gab es in Peitz 169 Webstühle. Zwischen 1854 und 1860 wurde die Peitzer Stadtkirche nach Plänen des Architekten Friedrich August Stüler neu gebaut und die Vorgängerkirche danach abgerissen. Die Peitzer Fischer wurden 1867 zum preußischen Hoflieferanten erklärt. Bei der Volkszählung am 1. Dezember 1871 ermittelte man in Peitz 3994 Einwohner in 897 Haushalten. Von den Einwohnern waren 1946 Männer und 2048 Frauen; 994 Einwohner waren jünger als zehn Jahre. Der überwiegende Anteil der Einwohner war evangelisch-lutherischer Konfession. Am 29. Mai 1874 wurde die Freiwillige Feuerwehr Peitz gegründet, im Jahr 1876 erfolgte mit den Bahnhöfen Peitz und Peitz Ost der Anschluss der Stadt an die Bahnstrecken Cottbus–Frankfurt (Oder) und Cottbus–Guben.
Den Zweiten Weltkrieg überstand die Stadt vergleichsweise unbeschädigt. Gegen Kriegsende hissten die Peitzer Einwohner Hans Rabe und Hans Messner weiße Fahnen vom Festungsturm, um die gewaltlose Übergabe der Stadt an die Rote Armee zu ermöglichen. Dabei fand Hans Rabe, der durch eine SS-Streife erschossen wurde, am 24. April 1945 den Tod. Nach dem Ende des Krieges lag Peitz zunächst in der Sowjetischen Besatzungszone und ab 1949 in der DDR. Bei der Kreisreform am 25. Juli 1952 wurde die Stadt dem Kreis Cottbus (ab 1954 Kreis Cottbus-Land) im Bezirk Cottbus zugeordnet. Ende der 1960er Jahre wurde in Peitz die katholische Pfarrkirche St. Josef gebaut. Im Jahr 1976 ging das östlich von Peitz gelegene Braunkohlekraftwerk Jänschwalde in Betrieb. Für die Arbeiter entstand nördlich der Cottbuser Vorstadt im Osten von Peitz die Wohnsiedlung „Malxebogen“ in Plattenbauweise, die Einwohnerzahl stieg im Zuge dessen um fast ein Drittel an.
Nach der Wiedervereinigung gehörte die Stadt Peitz zunächst zum Landkreis Cottbus in Brandenburg. 1992 schloss sie sich dem Amt Peitz an. Bei der Kreisreform am 6. Dezember 1993 ging Peitz im neu gebildeten Landkreis Spree-Neiße auf. Im folgenden Jahr wurde die Stadt Mitglied in der Arbeitsgemeinschaft Städte mit historischen Stadtkernen des Landes Brandenburg. Mitte der 1990er Jahre sowie von 2014 bis 2016 wurden mehrere Wohnblöcke der Siedlung Malxebogen zurückgebaut.
Eingemeindungen
Am 1. Juli 1950 wurde die bis dahin eigenständige Gemeinde Ottendorf eingegliedert.

## Bevölkerungsentwicklung
| Jahr | Einwohner |
| ---- | --------- |
| 1875 | 3 047     |
| 1890 | 3 630     |
| 1910 | 4 207     |
| 1925 | 3 058     |
| 1933 | 3 165     |
| 1939 | 3 528     |

| Jahr | Einwohner |
| ---- | --------- |
| 1946 | 5 045     |
| 1950 | 5 077     |
| 1964 | 4 473     |
| 1971 | 4 395     |
| 1981 | 6 384     |
| 1985 | 6 073     |

| Jahr | Einwohner |
| ---- | --------- |
| 1990 | 5 582     |
| 1995 | 6 377     |
| 2000 | 5 478     |
| 2005 | 5 033     |
| 2010 | 4 597     |
| 2015 | 4 445     |

| Jahr | Einwohner |
| ---- | --------- |
| 2020 | 4 372     |
| 2021 | 4 333     |
| 2022 | 4 301     |
| 2023 | 4 325     |
| 2024 | 4 301     |

Gebietsstand des jeweiligen Jahres, Einwohnerzahl: Stand 31. Dezember (ab 1991), ab 2011 auf Basis des Zensus 2011, ab 2022 auf Basis des Zensus 2022

## Politik

### Stadtverordnetenversammlung
Die Stadtverordnetenversammlung von Peitz besteht regulär aus 16 Stadtverordneten und dem ehrenamtlichen Bürgermeister. Die Kommunalwahl am 9. Juni 2024 führte bei einer Wahlbeteiligung von 67,7 % zu folgendem Ergebnis:
| Partei / Wählergruppe                | Ergebnis 2024 | Sitze 2024 |        | Ergebnis 2019 | Sitze 2019 | Ergebnis 2014 | Sitze 2014 |
| ------------------------------------ | ------------- | ---------- | ------ | ------------- | ---------- | ------------- | ---------- |
| Mittelstandsinitiative Brandenburg   | 29,1 %        | 5          | –      | –             | –          | –             |            |
| AfD                                  | 23,2 %        | 3          | –      | –             | –          | –             |            |
| CDU                                  | 16,7 %        | 3          | 30,0 % | 5             | 41,0 %     | 7             |            |
| FDP                                  | 11,0 %        | 2          | 28,4 % | 5             | 03,5 %     | 1             |            |
| Wir für Peitz                        | 09,5 %        | 1          | 13,6 % | 2             | 09,3 %     | 1             |            |
| Unabhängige Wählergemeinschaft Peitz | 05,0 %        | 1          | –      | –             | –          | –             |            |
| Einzelbewerber Reinhard Hirthe       | 03,2 %        | –          | 08,2 % | 1             | –          | –             |            |
| Einzelbewerberin Brenda Hirthe       | 02,4 %        | –          | –      | –             | –          | –             |            |
| SPD                                  | –             | –          | 17,0 % | 3             | 33,8 %     | 5             |            |
| Bündnis 90/Die Grünen                | –             | –          | 02,8 % | –             | –          | –             |            |
| Die Linke                            | –             | –          | –      | –             | 09,6 %     | 2             |            |
| Einzelbewerber Jürgen Nattke         | –             | –          | –      | –             | 02,8 %     | –             |            |
| Insgesamt                            | 100 %         | 15         | 100 %  | 16            | 100 %      | 16            |            |

Bei der Wahl 2024 entfielen auf die AfD vier Sitze. Da sie nur drei Kandidaten aufgestellt hatte, bleibt ein Sitz unbesetzt.

### Bürgermeister
- 1992–2003: Heinrich Gellner (CDU)[17]
- 2003–2014: Bernd Schulze (FDP)[18]
- seit 2014: Jörg Krakow (parteilos; bis 2018 SPD) 1

Krakow wurde in der Bürgermeisterwahl am 9. Juni 2024 mit 65,5 % der gültigen Stimmen gegen drei weitere Kandidaten für eine weitere Amtszeit von fünf Jahren gewählt.

### Wappen
Das Wappen wurde am 2. November 1992 genehmigt und im Jahr 1998 überarbeitet.
| Wappen von Peitz | Blasonierung: „In Rot eine goldene dreitürmige Burg mit geschlossenem blauen Tor auf grünem Schildfuß; auf dem blauen Spitzdach des Mittelturmes mit goldenem Knauf ein goldener Vogel, beseitet von den Ziffern 8 und 5; die Seitentürme mit blauen Kuppeldächern, mit goldenen Knäufen und linkshin gewendeten Fahnen.“ |
| Wappen von Peitz | Wappenbegründung: Die dreitürmige Burg als Wappenbild von Peitz lässt sich bis zum ersten überlieferten Siegel aus dem Jahr 1563 nachweisen. Die Farbgebung wurde mehrfach verändert. Das Brandenburgische Landeshauptarchiv schlug in seinem Gutachten von 1992 die heute verwendete Tingierung für das Wappen vor.      |

### Städtepartnerschaften
- Bedum (Niederlande) (mit dem Amt Peitz), 2019 beendet
- Kostrzyn nad Odrą (Polen) (seit 3. August 2001)
- Zbąszynek (Polen) (mit dem Amt Peitz)

## Sehenswürdigkeiten und Kultur
→ Siehe auch: Liste der Baudenkmale in Peitz und Liste der Bodendenkmale in Peitz mit den in der Denkmalliste des Landes Brandenburg eingetragenen Denkmälern.

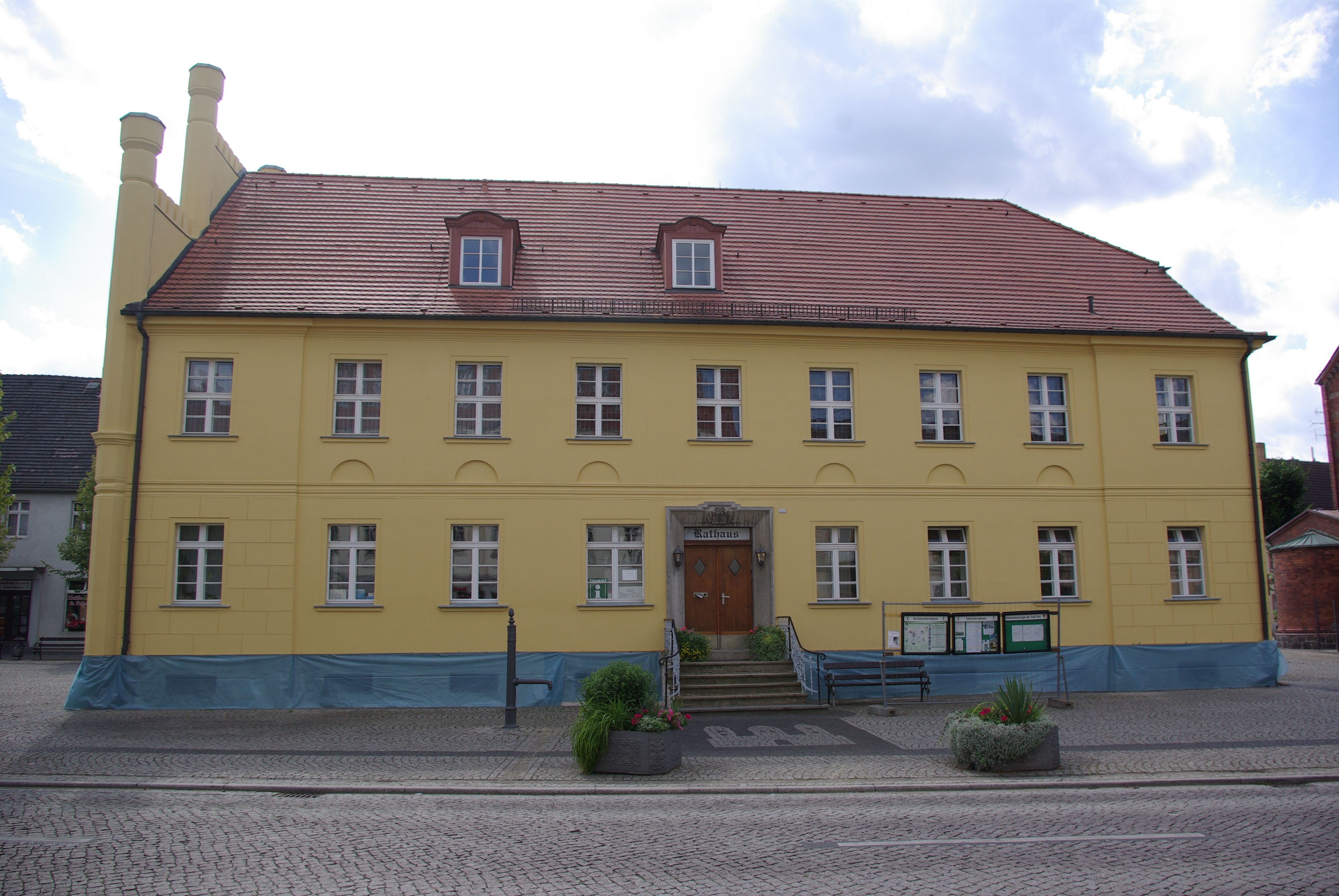
Rathaus

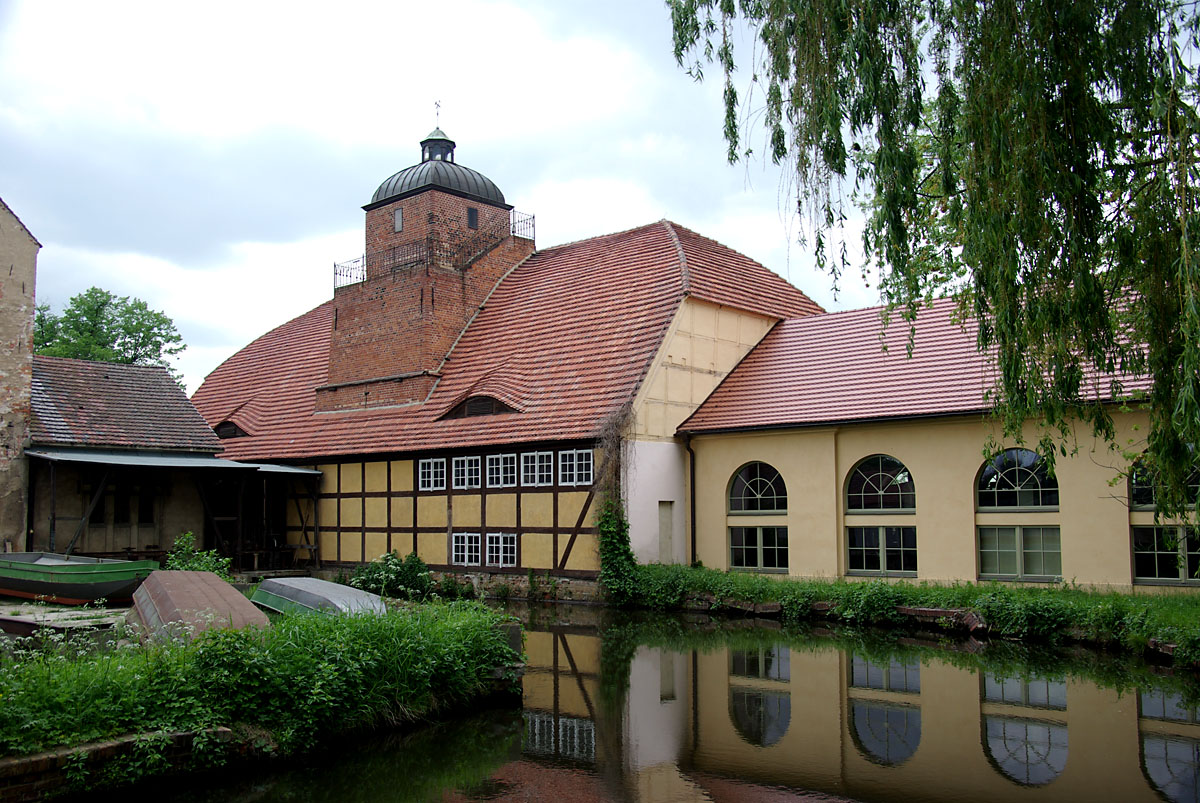
Eisenhammer- und Hüttenwerk

- Festung Peitz, der Festungsturm und die im 16. Jahrhundert errichtete Malzhausbastei sind erhalten. Der 36,20 Meter hohe Festungsturm mit bis zu 6,22 Meter dicken Außenmauern enthält in seinem Kern Teile des ehemaligen Bergfrieds der Peitzer Burg aus dem 13. Jahrhundert. Im Zuge des Festungsbaus erhielt er in den Jahren 1559 bis 1562 seine heutige Gestalt.
- Historischer Altstadtkern der Stadt Peitz
  - Klassizistisches Rathaus von 1804, der Ostgiebel wurde 1850 im Stil der Tudorgotik umgestaltet
  - Evangelische Stadtpfarrkirche, neuromanischer Backsteinbau, errichtet 1854 bis 1860 nach Plänen von Friedrich August Stüler
- Hüttenmuseum Peitz (ehemaliges Hüttenwerk in Peitz), technisches Denkmal
- Fischereimuseum Peitz (eröffnet am 24. März 2006)
- Peitzer Teichgebiet, mit rund 1000 ha das größte zusammenhängende Teichgebiet Deutschlands
- Gedenkstein aus dem Jahr 1948 auf dem Städtischen Friedhof für acht deutsche Wehrdienstverweigerer, die im Frühjahr 1945 auf Befehl von General Ferdinand Schörner erschossen wurden
- Gedenktafel in der Zitadelle für Hans Rabe, der 1945 an dieser Stelle von einer SS-Streife erschossen wurde, weil er die Stadt kampflos an die Sowjetarmee übergeben wollte (am 23. August 2014 enthüllt)

Peitz ist Mitglied der Arbeitsgemeinschaft „Städte mit historischen Stadtkernen“ des Landes Brandenburg.
Im Rahmen der Jazzwerkstatt Peitz fanden 1979, 1980 und 1981 überregional stark beachtete Open-Air-Konzerte in der Freilichtbühne Peitz statt. Die „von unten“ organisierten Musikfestivals besuchten mehr als 3000 Menschen.

## Wirtschaft und Infrastruktur

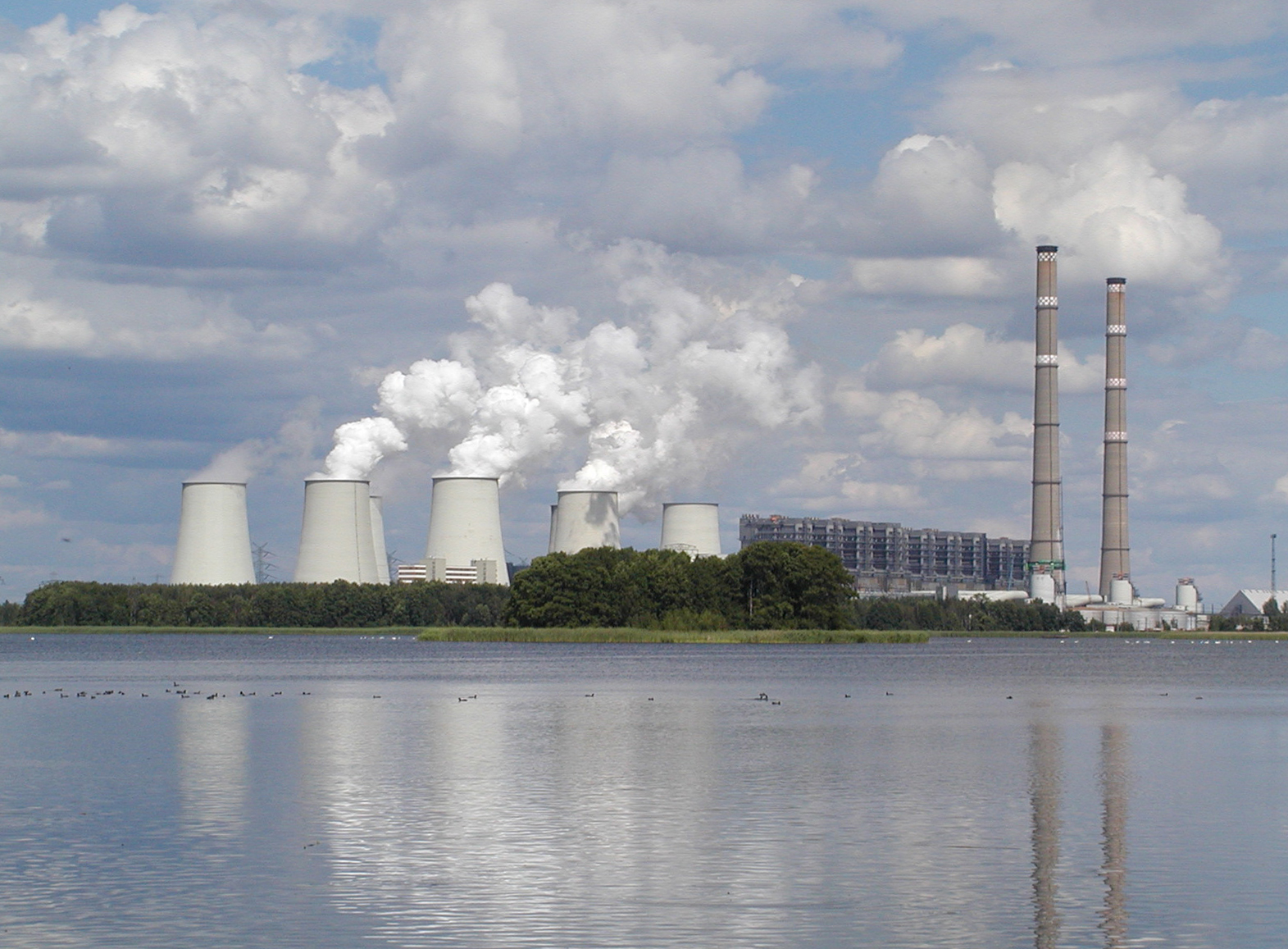
Kraftwerk Jänschwalde

### Unternehmen
Östlich von Peitz, bereits im Gemeindegebiet von Teichland, befindet sich mit dem Kraftwerk Jänschwalde das drittgrößte Kraftwerk Deutschlands. Es wird seit 2016 von der LEAG betrieben. Zu DDR-Zeiten wurde das Kraftwerk durch den VEB Kraftwerk Jänschwalde betrieben, der Stammbetrieb des Kombinats Braunkohlekraftwerke war. 
Des Weiteren befindet sich in Peitz der Sitz des Büroartikelherstellers Falken Office Products, der 2012 von der Biella-Neher Holding übernommen wurde und seit 2019 zur Exacompta SAS gehört. Der VEB Falken-Registraturen Peitz war bis 1990 Teil des Kombinats Verpackung. 
In den Peitzer Teichen wird Karpfenzucht betrieben. Der VEB Binnenfischerei Peitz betrieb ab 1983 in Kooperation mit dem Betreiber des Kraftwerks Jänschwalde Fischzuchtanlagen, die durch das aufbereitete Kühlwasser des Kraftwerks gespeist wurden. Der VEB Binnenfischerei Peitz war der größte Karpfenproduzent der DDR.

### Verkehr
Durch Peitz verläuft die Bundesstraße 168 zwischen Beeskow und Cottbus. Des Weiteren liegt die Stadt an der Landesstraße 50 nach Guben und an der Landesstraße 474 nach Heinersbrück.

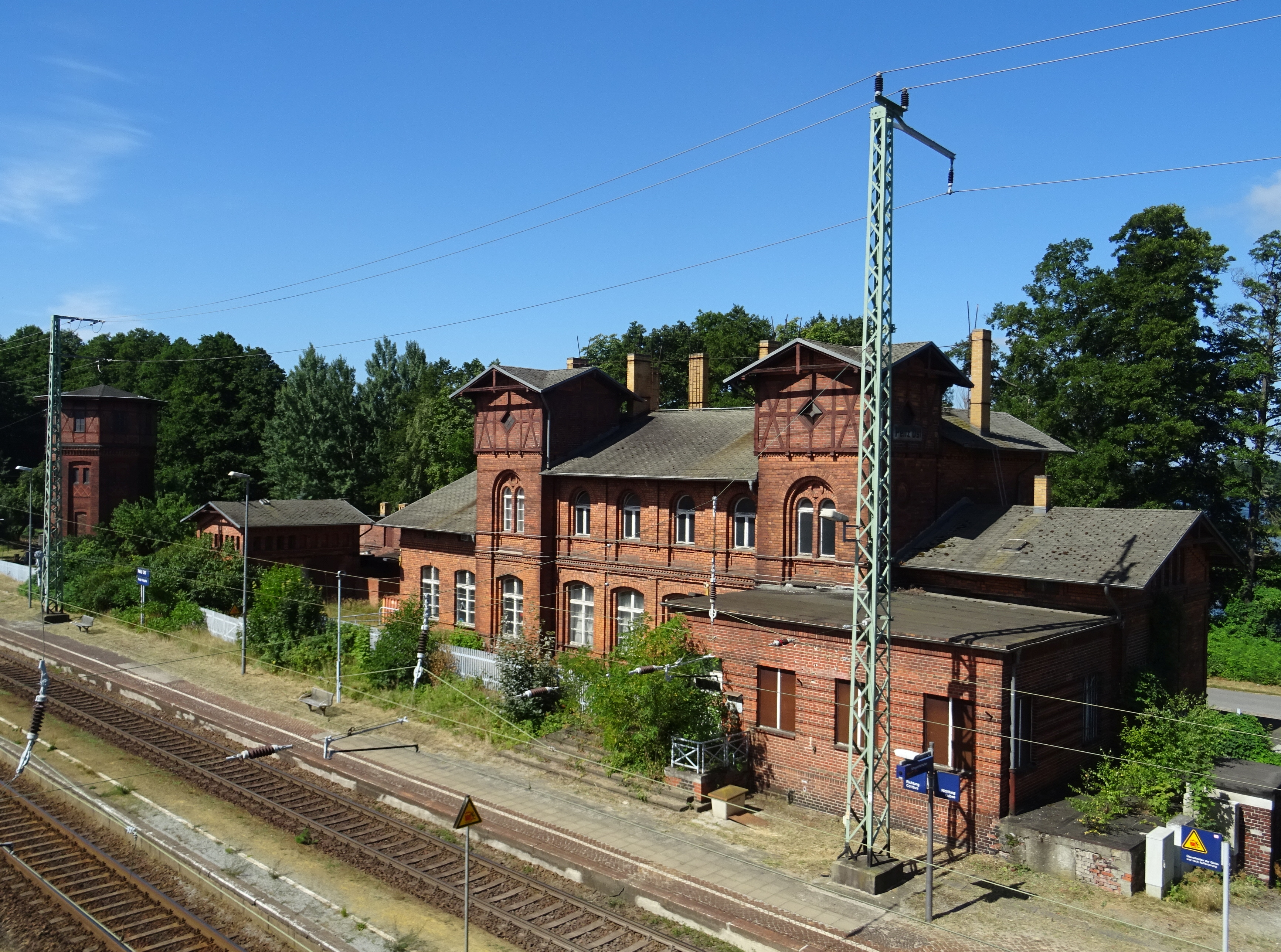
Bahnhof Peitz Ost

Der Bahnhof Peitz Ost liegt an der Bahnstrecke Cottbus–Guben. Er wird von der Regionalbahnlinie 43 Frankfurt (Oder)–Cottbus bedient. Der ehemalige Bahnhof Peitz an der zwischen Cottbus-Willmersdorf und Grunow stillgelegten Bahnstrecke Cottbus–Frankfurt (Oder) ist seit dem 30. Mai 2000 außer Betrieb.

### Bildung
In Peitz gibt es die sechsstufige Mosaik-Grundschule Peitz und die Oberschule Peitzer Land. Das Franz-Groger-Gymnasium Peitz wurde nach dem Schuljahr 2006/07 wegen zu geringer Schülerzahlen geschlossen.

## Persönlichkeiten

### Ehrenbürger
- Otto Kunze (1936–2015), langjähriger Leiter des Peitzer Männerchores und zahlreicher Blasmusikkapellen, seit August 2001[25]
- Hans-Wilhelm Blume (1926–2022), ehemaliger Direktor des VEB Binnenfischerei Peitz und Initiator des Peitzer Fischerfestes, seit 1. Oktober 2016[26]
- Heinrich Gellner (* 1938), langjähriger Bürgermeister, Mitglied des Amtsausschusses des Amtes Peitz, Peitzer Männerchor und Fischerfestverein, seit 12. September 2020

### Söhne und Töchter der Stadt
- August Bruchwitz (1838–1914), Kommunalpolitiker
- Robert Bertin (1849–1933), Lehrer und Schriftsteller[27]
- Lilli Kann (1893–1978), Schauspielerin, floh 1939 nach England
- Paul Noack-Ihlenfeld (1902–1962), Komponist und Pianist
- Berthold Schulze (1929–1988), Schauspieler
- Manfred Bogusch (1939–2002), Fußballspieler
- Ulli Blobel (* 1950), Konzertveranstalter (u. a. Jazzwerkstatt Peitz) und Musikproduzent
- Peter Metag (1950–2013), Veranstalter von Jazzkonzerten
- Wilfried Schreck (* 1955), Politiker (SPD), 2002–2005 Abgeordneter des Deutschen Bundestages
- Jörg Schwanke (* 1969), Fußballspieler
- Jana Thiel (1971–2016), Sportjournalistin
- Ute Lewitzka (* 1972), Psychiaterin und Hochschullehrerin für Suizidologie

### Weitere Persönlichkeiten
- Gottfried Albrecht von Bredow (1650–1730), preußischer Generalleutnant, Gouverneur von Peitz
- Jonathan Friedrich von Finck (1687–1757), preußischer Generalmajor, Peitzer Festungskommandant